# 修士门教堂

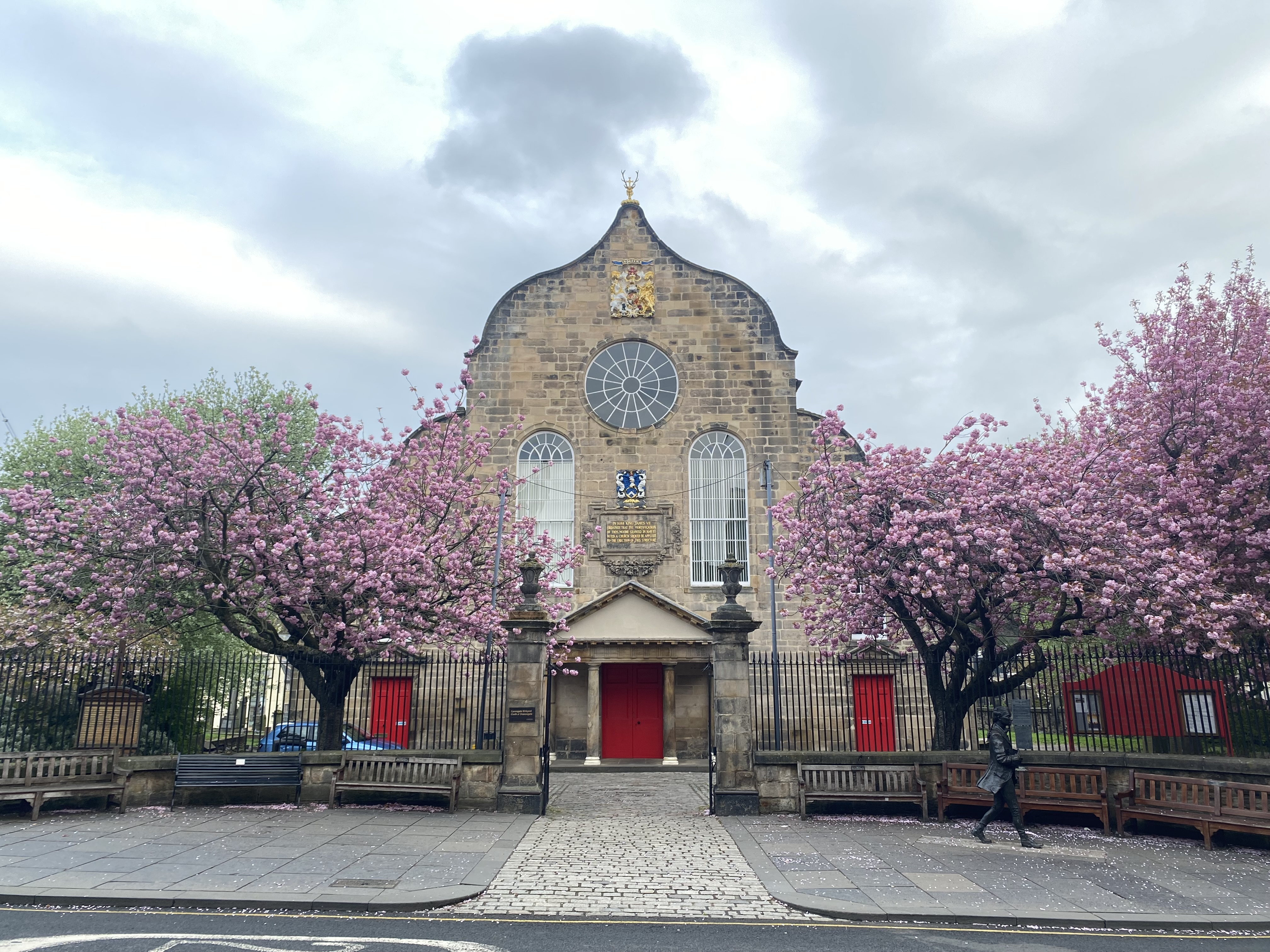
修士门教堂

修士门教堂（Canongate Kirk）是一个苏格兰教会的堂会，位于苏格兰爱丁堡的老城，堂区范围包括荷里路德宮、苏格兰议会和爱丁堡城堡。
2011年7月30日，女王外孙女扎拉·菲利普斯和麦克·汀达尔的婚礼在此举行。
修士门地区在1970年代曾趋于衰败，人口外迁，该堂也一度有面临关闭的危险。幸得牧师和会众坚持了下来，新议会大楼建成后，情形又趋于好转。
该堂建于1688-1691年。现在仍很活跃，每主日举行两次礼拜。

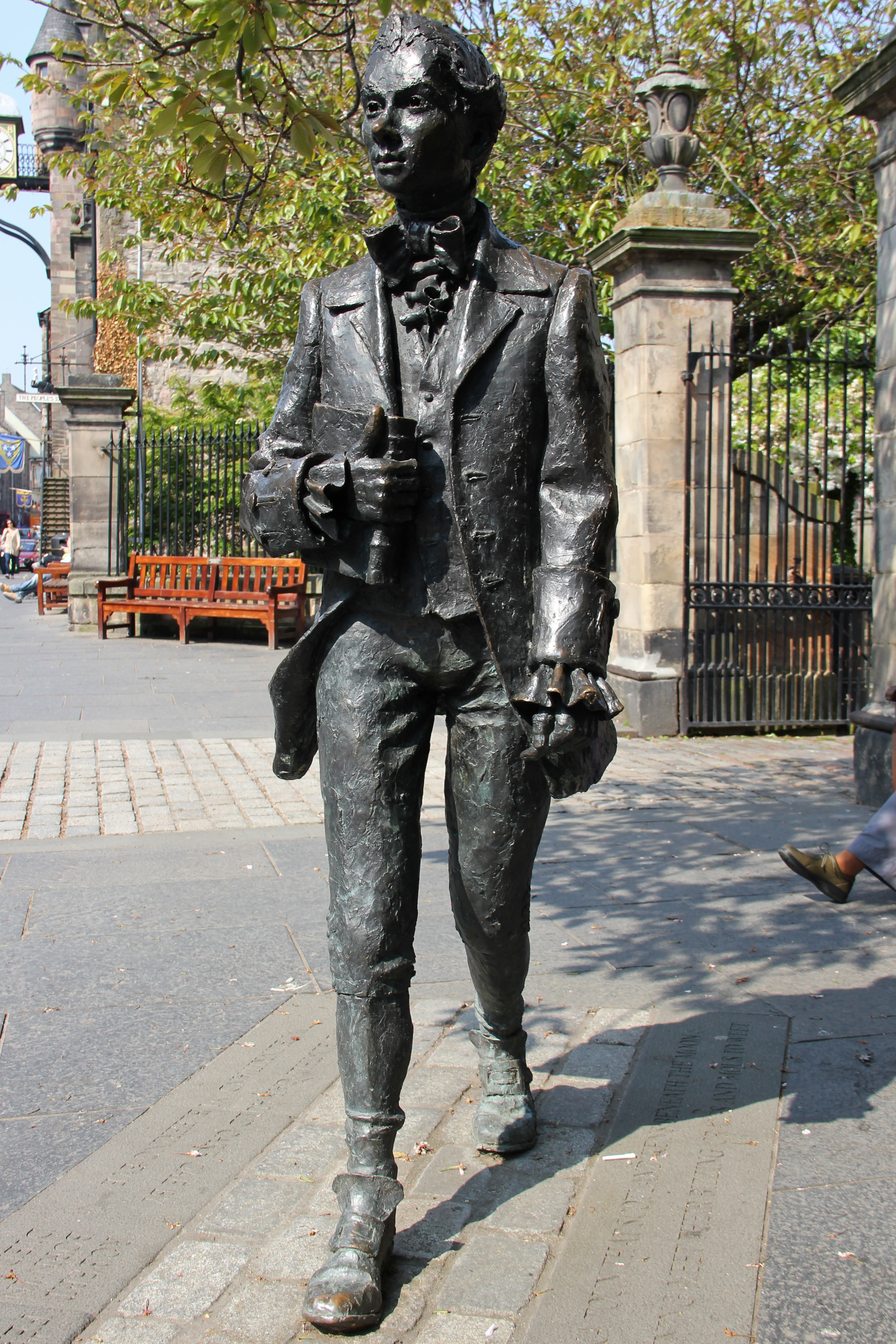
Robert Fergusson